# クセニア・アレクサンドロヴナ

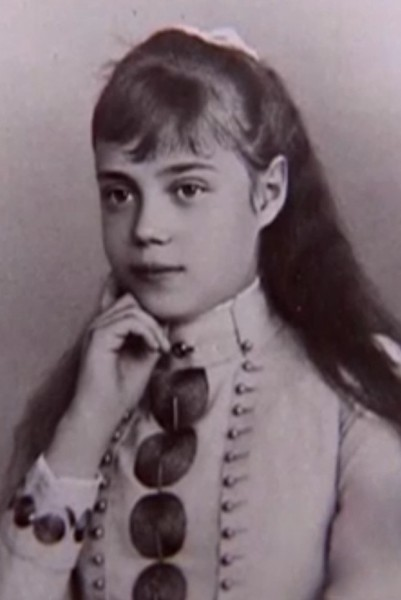
1888年

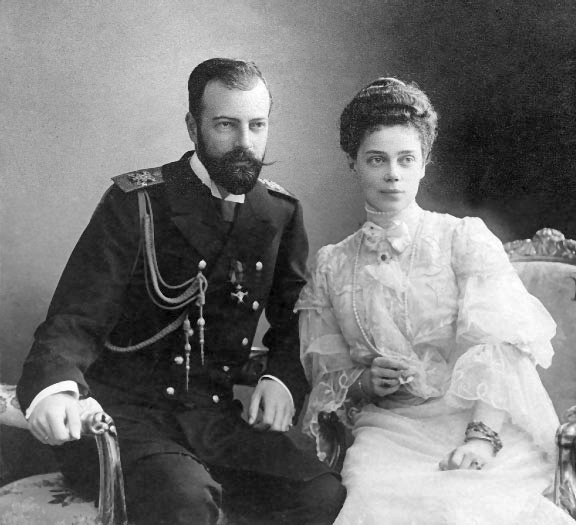
クセニアと夫アレクサンドル大公（1890年代）

クセニア・アレクサンドロヴナ（クセーニヤ・アレクサーンドロヴナ；ロシア語：Ксения Александровна クスィェーニヤ・アリクサーンドラヴナ、1875年4月6日 – 1960年4月20日）はロシア皇帝アレクサンドル3世と皇后マリア・フョードロヴナの第1皇女。ロシア大公女。兄にロシア皇帝ニコライ2世とゲオルギー大公、弟にミハイル大公、妹にオリガ大公女がいる。
1894年に、ニコライ1世の末子ミハイル・ニコラエヴィチの子で、父の従弟に当たるアレクサンドル・ミハイロヴィチ大公と結婚した。1917年にロシア革命が勃発するとクセニア一家はクリミアに母マリア皇太后や妹オリガ一家と共に幽閉されたが、母方の伯母であるイギリス国王ジョージ5世の母アレクサンドラが救出に奔走し、ジョージ5世が差し向けた戦艦マールバラによって救出され、イギリスに亡命した。

## 子女
- イリナ（1895年 - 1970年） - フェリックス・ユスポフ（ラスプーチンを殺害したことで知られる）と結婚
- アンドレイ（1897年 - 1981年）
- フョードル（1898年 - 1968年）
- ニキータ（1900年 - 1974年）
- ドミトリー（1901年 - 1980年）
- ロスチスラフ（1902年 - 1978年）
- ヴァシーリー（1907年 - 1989年）